# جیمز والتر وال
جیمز والتر وال (به انگلیسی: James Walter Wall) سناتور سابق عضو حزب دموکرات ایالات متحده آمریکا بود. وی در سال ۱۸۶۳ میلادی سناتور ایالت نیوجرسی در سنای ایالات متحده آمریکا بود.